# تپه ورگیل ۲
تپه ورگیل ۲ مربوط به دوران‌های تاریخی پس از اسلام است و در شهرستان قزوین، بخش رودبار شهرستان، روستای ورگیل واقع شده و این اثر در تاریخ ۲۵ اسفند ۱۳۷۹ با شمارهٔ ثبت ۳۱۹۷ به‌عنوان یکی از آثار ملی ایران به ثبت رسیده است.